# Stanisław Kusiak
Stanisław Kusiak (ur. 7 czerwca 1912 w Trościańcu Wielkim na Podolu  – zm. 21 listopada 1989 w Rzepinie) – ksiądz, kanonik.
Gimnazjum w Złoczowie od 1923 roku. Po maturze w 1935 wstąpił do Wyższego Seminarium duchownego we Lwowie. Święcenia kapłańskie otrzymał po decyzji bpa Bolesława Twardowskiego przyśpieszenia ich z powodu nadejścia bolszewików z rąk Eugeniusza Baziaka 20 września 1939 r.

## Placówki duszpasterskie
- 1940-1945 - administrator parafii Bogdanówka koło Zborowa,
- 1945-1950 - proboszcz p. Trzemeszno, 1950-51 - wikariusz w Gnieźnie,
- 1951-1960 - ojciec duchowny w Niższym Seminarium Duchownym w Słupsku,
- 1960-1962 - wikariusz parafii w Słupsku,
- 1962-1989 proboszcz parafii Rzepin, od 7 sierpnia 1989 emeryt. Dziekan od 1975, członek rady kapłańskiej, konsultor diecezjalny, od 1973 r. kanonik gremialny kapituły katedralnej w Gorzowie Wlkp.

Uchwałą nr XXXIII/256/2017 Rady Miejskiej w Rzepinie z dnia 23 czerwca 2017 roku zmieniono nazwę ulicy Walki Młodych i nazwano ją ulicą Księdza Stanisława Kusiaka. Jest to wyraz szacunku i uznania mieszkańców Rzepina dla kapłana, który przez wiele lat był proboszczem ich parafii.